# Richard Lynch
Richard Hugh Lynch (Brooklyn (New York), 12 februari 1940 – Yucca Valley, 19 juni 2012) was een Amerikaans acteur. Met zijn sterk, magere gezicht heeft deze blonde acteur vele rollen  in met name horror- en actiefilms gespeeld waarin hij een sinister figuur moest afbeelden.
In 1973 debuteerde Richard Lynch in de prijswinnende Scarecrow dat zijn carrière een goede start gaf.
Richard Lynch was twee keer getrouwd. Eerst met Beatrix Lynch en later met Lily Lynch tot aan zijn dood. Hij was de vader van de in 2005 overleden acteur Christopher Lynch. Hij was de broer van acteur Barry Lynch. Richard Lynch werd op 19 juni 2012 dood gevonden in zijn huis door actrice Carol Vogel. Zijn precieze overlijdensdatum is daardoor niet bekend.

## Filmografie
- Scarecrow (1973)
- Open Season (1974)
- The Happy Hooker (1975)
- God Told Me To (1976)
- The Premonition (1976)
- Dog and Cat (1977)
- Stunts (1977)
- Good Against Evil (1977)
- Roger & Harry: The Mitera Target (1977)
- The Baron (1977)
- Deathsport (1978)
- Delta Fox (1979)
- Vampire (1979)
- Steel (1979)
- The Formula (1980)
- Alcatraz: The Whole Shocking Story (1980)
- The Ninth Configuration (1980)
- Sizzle (1981)
- The Sword and the Sorcerer (1982)
- The Last Ninja (1983)
- White Water Rebels (1983)
- Treasure: In Search of the Golden Horse (1984)
- Savage Dawn (1985)
- Invasion U.S.A. (1985)
- Cut and Run (1985)
- Nightforce (video) (1987)
- The Barbarians (1987)
- Bad Dreams (1988)
- Little Nikita (1988)
- One Man Force (1989)
- High Stakes (1989)
- Invasion Force (1990)
- Return to Justice (1990)
- Aftershock (1990)
- The Forbidden Dance (1990)
- Lockdown (1990)
- Kojak: Flowers for Matty (1990)
- Puppet Master III: Toulon's Revenge (video) (1991)
- Trancers II (1991)
- Alligator II: The Mutation (1991)
- The Last Hero (1991)
- Inside Edge (1992)
- Maximum Force (1992)
- Necronomicon: Book of Dead (1993)
- II Showdown (1993)
- Double Threat (1993)
- Merlin (1993)
- Death Match (1994)
- Dangerous Waters (1994)
- Cyborg 3: The Recycler (video) (1994)
- Scanner Cop (video) (1994)
- Roughcut (video) (1994)
- Loving Deadly (1994)
- Midnight Confessions (1995)
- Destination Vegas (1995)
- Dragon Fury (1995)
- Terrified (1995)
- Takedown (1995)
- Terminal Virus (1995)
- Diamond Run (1996)
- Warrior of Justice (1996)
- The Garbage Man (1996)
- Werewolf (video) (1996)
- Vendetta (1996)
- Under Oath (1997)
- Divine Lovers (1997)
- Ground Rules (1997)
- Total Force (1997)
- Love and War II (1998)
- Armstrong (1998)
- Shattered Illusions (1998)
- Lima: Breaking the Silence (1999)
- Lone Tiger (1999)
- Eastside (1999)
- Battlestar Galactica: The Second Coming (1999)
- Enemy Action (1999)
- Strike Zone (video) (2000)
- Ankle Bracelet (2001)
- Death Game (2001)
- Curse of the Forty-Niner (2002)
- Crime and Punishment (2002)
- Outta Time (2002)
- Reflex Action (video) (2002)
- The Mummy's Kiss (2003)
- Corpses Are Forever (video) (2003)
- Ancient Warriors (2003)
- Fabulous Shiksa in Distress (2003)
- First Watch (2003)
- Final Combat (2003)
- The Great War of Magellan (2005)
- Wedding Slashers (video) (2006)
- Halloween (2007)
- Mil Mascaras vs. the Aztec Mummy (2007)
- Dark Fields (2009)
- Chrome Angels (2009)
- Laid to Rest (2009)
- Resurrection (2010)
- Lewisburg (2010)
- Gun of the Black Sun (2011)
- The Lords of Salem (2012)

## Televisieseries
- Starsky and Hutch (1975, 1978 en 1979)
- Serpico (1976)
- Baretta (1976)
- Switch (1976)
- Bronk (1976)
- The Streets of San Francisco (1977)
- Police Woman (1977)
- Battlestar Galactica (1978)
- Bionic Woman (1978)
- 1981 Vega$ (1979)
- Charlie's Angels (1979)
- A Man Called Sloane (1979)
- Buck Rogers (1979)
- Barnaby Jones (1979)
- Galactica 1980 (1980)
- The Phoenix (1981-1982)
- Bring 'Em Back Alive'' (1982)
- McClain's Law (1982)
- The Fall Guy (1983 en 1984)
- Manimal (1983)
- T.J. Hooker (1983)
- Partners in Crime (1984)
- The A-Team (1984)
- Cover Up (1984)
- Matt Houston (1984)
- Automan (1984)
- Blue Thunder (1984)
- Masquerade (1984)
- Airwolf (1985)
- Scarecrow and Mrs. King (1985)
- MacGruder and Loud (1985)
- Riptide (1985)
- The Last Precinct (1986)
- Werewolf (1987)
- The Law and Harry McGraw (1987)
- Once a Hero (1987)
- Hunter (1989)
- CBS Summer Playhouse (1989)
- True Blue (1990)
- High Performance (1990)
- Super Force (1991 en 1992)
- Jake and the Fatman (1991)
- Dark Justice (1991)
- Murder, She Wrote (1992 en 1994)
- Cobra (1993)
- Star Trek: The Next Generation (1993)
- The Hat Squad (1993)
- Phantom 2040 (1994)
- Thunder in Paradise (1994)
- Baywatch (1995)
- Highlander (1995)
- Noi siamo angeli (1997)
- Mike Hammer, Private Eye (1998)
- Thinking About Africa (1998)
- Acapulco H.E.A.T. (1999)
- Air America (1999)
- The Korean War (2001)
- Six Feet Under (2002)
- Charmed (2003)
- The Seven-Ups (1973)